# ピーケー・ハンダー
ピーケー・クリスティアン・ハンダー（Per Kristian Hunder、1989年4月28日 - ）は、ノルウェー・リレハンメル出身のフリースキーヤー。エックスゲームズのビッグエアー種目で1つの銅メダルを獲得。ソチオリンピックにノルウェー代表として出場。スロープスタイル種目で17位。

## 戦歴
2014年AFPランキングではビッグエアー部門で3位。